# Ramkumar Ramanathan
Ramkumar Ramanathan (født 8. november 1994 i Chennai, Indien) er en professionel tennisspiller fra Indien.